# 凯特尔环形山
凯特尔环形山（Quetelet）是月球背面北半球上一座古老的大撞击坑，约形成于酒海纪，其名称取自比利时数学家、天文学家、气象学家及社会学家阿道夫·凯特尔（1796年-1874年），1970年被国际天文学联合会批准接受。

## 描述
该陨坑西侧邻近冯·蔡佩尔环形山、西北和东北分别坐落着施莱辛格环形山和古尔斯特兰德陨石坑、珀赖因环形山位于它的东面、而南面和西南分别横亘了蒂尔陨石坑和克卢特环形山。凯特尔环形山的中心月面坐标为43°06′N 134°54′W / 43.1°N 134.9°W，直径54.8公里，深度2.4公里。
该环形山外观呈多边形状，西北-东南向略为偏长，因后续的撞击侵蚀而严重磨损。陨坑壁沿平缓，沿边缘覆盖着大小不一的撞击坑，最突出的是坐落在西南壁上一座圆形的陨坑；内侧壁宽窄不匀，西侧最狭窄；坑壁平均高出周边地形1170米，内部容积约有2500立方千米。碗状的坑底略为偏西，表面相对平坦，中心处坐落着一座醒目的碗状小月坑。

## 卫星陨石坑
按惯例，最靠近凯特尔环形山的卫星坑在月图上以字母标注在该坑中心点的旁边。

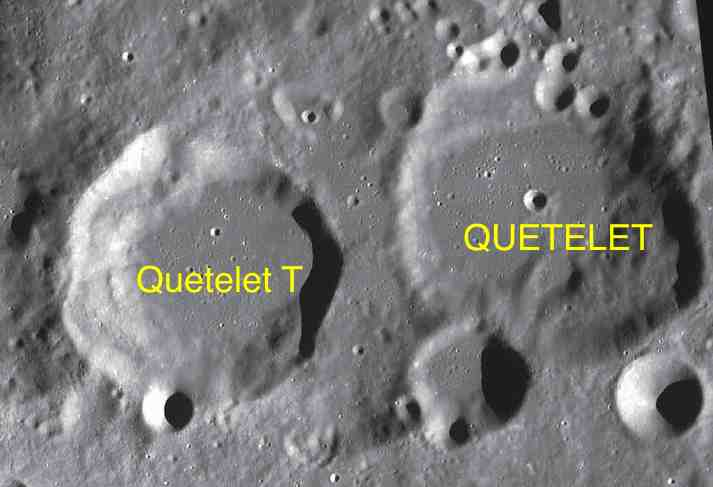
LAC-34 月图

| 凯特尔 | 纬度    | 经度     | 直径    |
| ------ | ------- | -------- | ------- |
| T      | 42.8° N | 137.6° W | 46 公里 |

- 卫星坑凯特尔 T约形成于酒海纪代[1]。